# Peter Schindler (Radsportler)
Peter Schindler (* 9. November 1937 in Chemnitz) ist ein ehemaliger deutscher Radrennfahrer und Schrittmacher.

## Sportliche Laufbahn
Schindler stammt aus einer Chemnitzer Radsportlerfamile. Mit 14 Jahren begann er 1951 beim SC Chemnitz mit dem Radsport. In den Jahren von 1963 bis 1987 gewann Schindler rund 50 Steherrennen, holte acht Medaillen bei Deutschen Meisterschaften und eine Silbermedaille bei den UCI-Bahn-Weltmeisterschaften. Dreimal war er auf Bahn und Straße Jugend-Mannschaftsmeister der DDR. Auf der Bahn spezialisierte er sich ab 1959 auf Steherrennen. Für die DDR-Nationalmannschaft startete er 1959 in Amsterdam erstmals bei einer Bahnradsport-Weltmeisterschaft. Er erreichte den Endlauf und wurde dort als 6. platziert, hatte seine Chancen aber für den Bronzemedaillengewinner Lothar Meister I geopfert. Nach seiner Flucht in die Bundesrepublik Deutschland 1961 trainierte er auf der Radrennbahn am Reichelsdorfer Keller in Nürnberg an der Rolle seines Bruders Kurt. Zudem wurde er der erste bayerischer Lizenz-Trainer und trainierte Jugendliche des RC Herpersdorf, dessen Mitglied er auch war.
Bei seinem ersten Rennen um die Deutsche Meisterschaft der Amateur-Steher 1961 gewann er die Bronzemedaille. 1966 verlor er den Titel, als das Kampfgericht eine Fehlentscheidung zu seinen Ungunsten traf. Da er zudem auch nicht für die Weltmeisterschaft berücksichtigt wurde, beendete er seine Laufbahn als Steher. 1967 wurde er Teilnehmer der Nürnberger Schrittmacher-Schule, u. a. gemeinsam mit Dieter Durst. Ab 1968 war er als Schrittmacher aktiv. An seiner Rolle fuhren Gerhard Duschl, Horst Schütz und zweimal Rainer Podlesch zum Deutschen Meisterschaft. Mit Rainer Podlesch gewann er 1973 die Silbermedaille bei den UCI-Bahn-Weltmeisterschaften.

## Familiäres
Sein Vater und sein Bruder Kurt Schindler waren ebenfalls Radrennfahrer. Kurt zählte in den Vorkriegsjahren zu den besten deutschen Profi-Stehern und war der Lokal-Matador der Chemnitzer Radrennbahn.